# Piadina

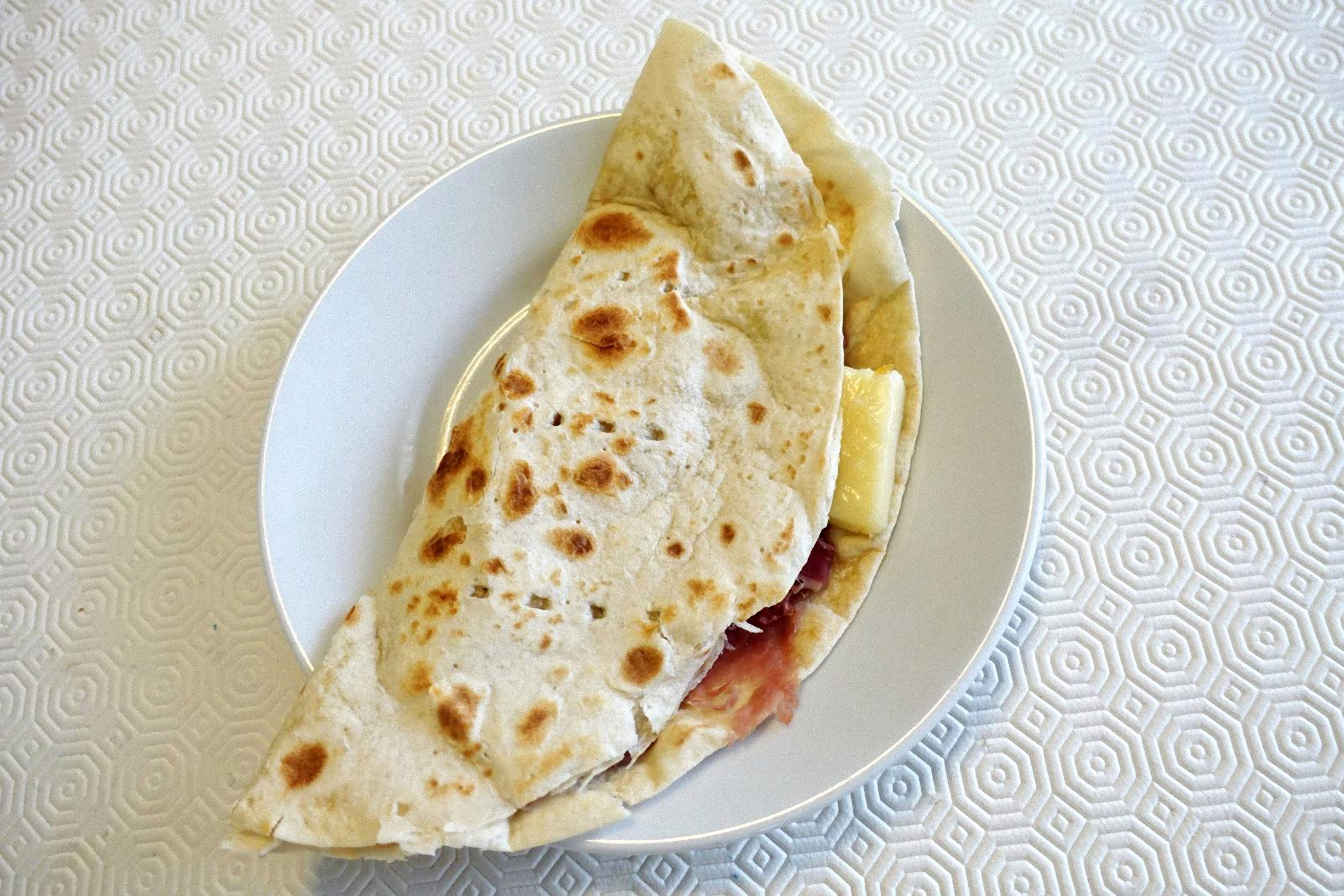
Piadina

A piadina (ou piada) é um pão típico italiano, provavelmente já comido pelos antigos romanos, que teriam aprendido a fazê-la no Oriente Médio (gregos bizantinos e os palestinos têm pratos similares). É há muito tempo a base da comida romanhola. Era pobre e de tipo ázimo, mas com o passar dos tempos, sua receita foi enriquecida com outros ingredientes. Atualmente é um acompanhamento de vários pratos, podendo inclusive ser servida com lanches e doces.